# سیارک ۱۹۴۴۰
سیارک ۱۹۴۴۰ (به انگلیسی: 19440 Sumatijain، نامگذاری:1998FN103) نوزده هزار و چهارصد و چهلمین سیارک کشف شده‌است که در ۳۱ مارس ۱۹۹۸ کشف شد.
قدر مطلق سیارک برابر ۱۳.۵ است.